# Детвора (сборник)
«Детвора́» — сборник рассказов Антона Павловича Чехова, вышедший в 1889 году в типографии А.С. Суворина.
Название сборнику положил одноимённый рассказ 1886 года.

## История
18-го марта 1889 года вышла из печати книжка А. П. Чехова: 
«Детвора». Рассказы Антона Чехова. Спб., издание и типография А.С. Суворина. Серия «Дешевая библиотека» №76.
В сборнике было 63 страницы; размер — в 16-ю долю листа.

Печать на тонкой недорогой бумаге.

Цену в продажу Суворин поставил 15 копеек при тираже в 5000 экземпляров.

Это был шестой по счёту сборник рассказов Чехова.

## Состав
Сборник включает следующие рассказы:
- 1885 — «Кухарка женится»,
- 1886 — «Детвора»,
- 1886 — «Ванька»,
- 1886 — «Событие»[2],
- 1887 — «Беглец»,
- 1887 — «Дома».

## Критика
Критика отмечала, что 
Тема детства раскрыта Чеховым с необычайной правдивостью и простотой.